# Dangerous World Tour
Dangerous World Tour was de tweede wereldtournee van Michael Jackson als soloartiest, gehouden vanwege het uitkomen van zijn album Dangerous.
Tijdens de tournee bezocht Michael Jackson Europa, Latijns-Amerika en Azië. De tournee duurde van 27 juni 1992 tot 11 november 1993 en bestond uit 69 concerten. De tournee werd gesponsord door Pepsi-Cola. De totale opbrengst van de tournee bedroeg 100 miljoen dollar. Vrijwel de gehele opbrengst werd geschonken aan goede doelen, waaronder Jacksons eigen Heal the World Foundation.  Op 30 juni en 1 juli 1992 was Michael Jackson te zien in Rotterdam (Nederland) in het Feyenoordstadion. Ook België werd bezocht op 22 juli 1992. Tijdens de tweede helft van de tournee moest Jackson zijn optredens tijdelijk staken vanwege ziekte. Hij belandde zelfs in het ziekenhuis. 

## Geanuleerde Optredens
- 1/8/92: London, United Kingdom; verschoven naar 23 augustus 1992

## Setlist
First & second leg (1992)
1. Brace Yourself (introductie)
2. Jam
3. Wanna Be Startin' Somethin'
4. Human Nature
5. Smooth Criminal
6. I Just Can't Stop Loving You (met Siedah Garrett)
7. She's Out Of My Life
8. Jackson 5 Medley
9. Thriller
10. Billie Jean
11. Beat It
12. Someone Put Your Hand Out (instrumentaal)
13. Will You Be There
14. Dangerous
15. Black or White
16. We Are the World (interlude)
17. Heal the World

Encore:
1. Man in the Mirror
2. Rocket Man